# Ganden Songtsenling

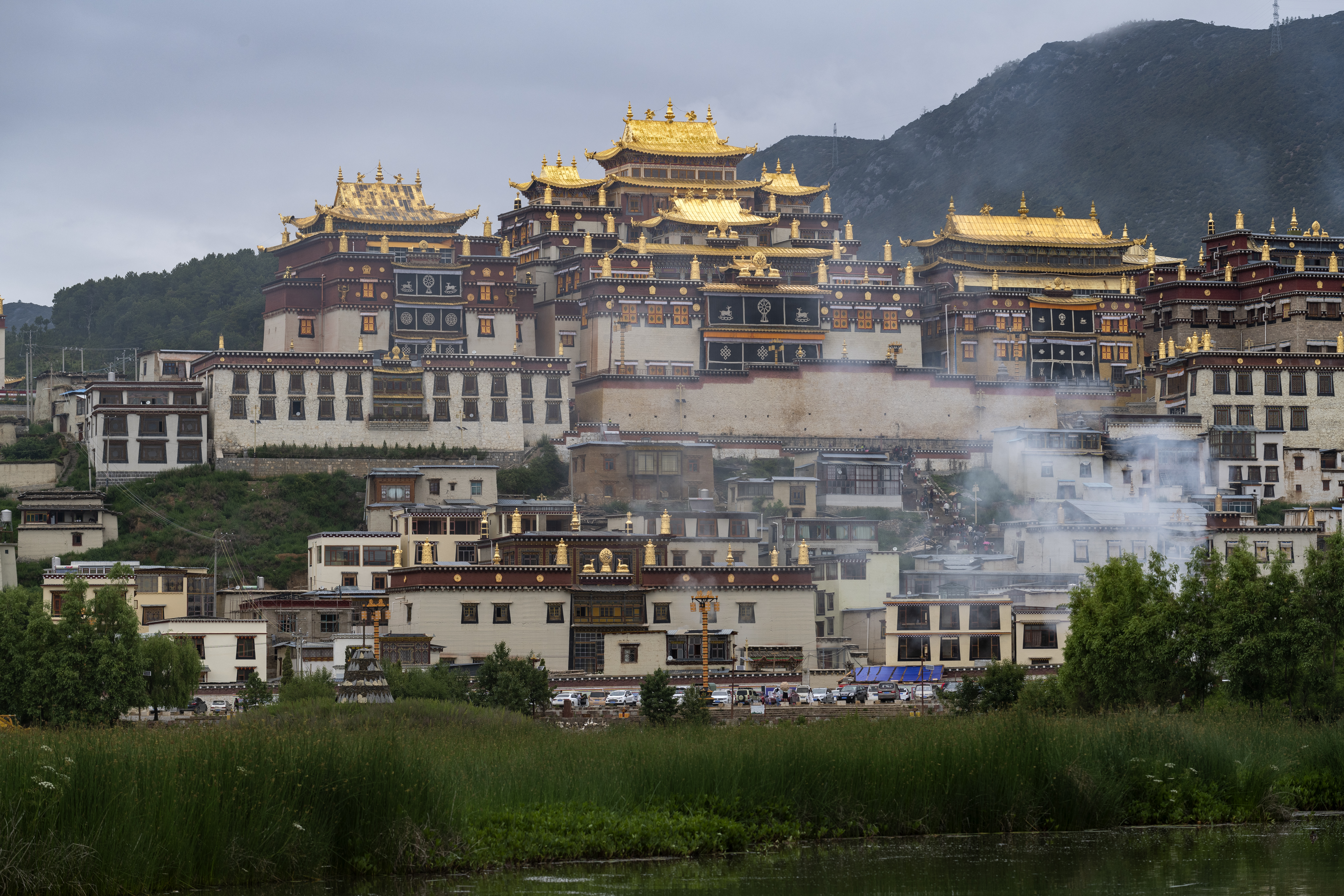
Ganden Songtsenling

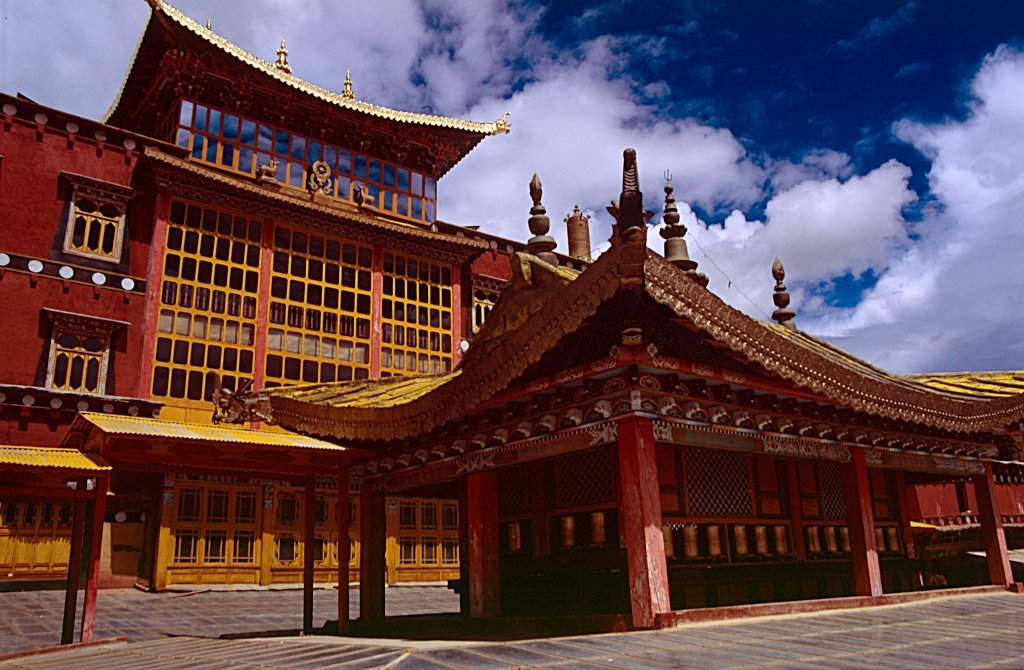
Ganden Songtsenling

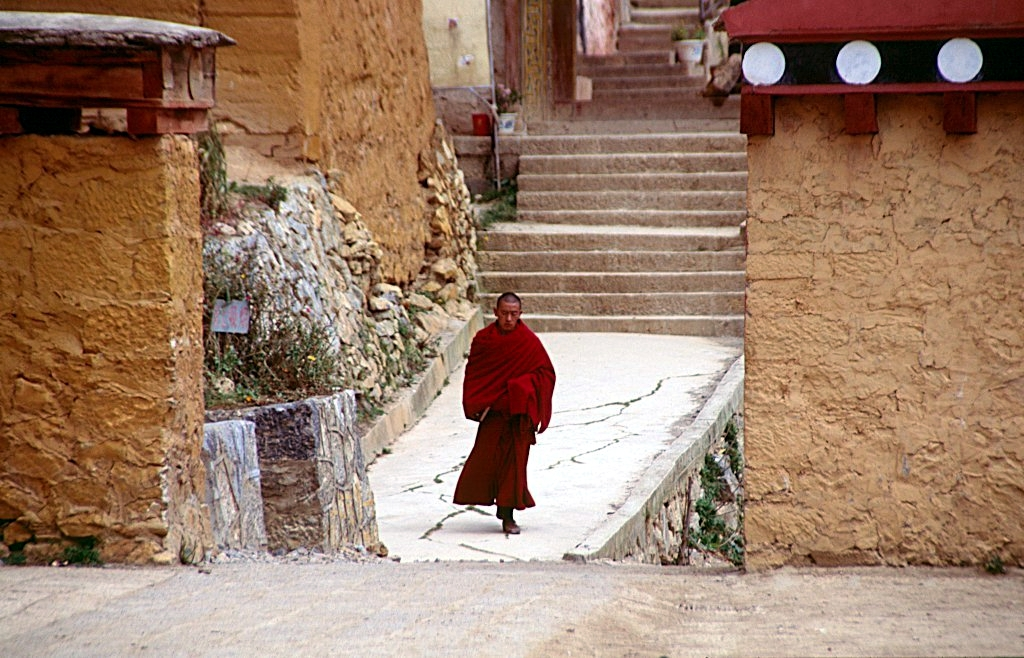
Ganden Songtsenling

Das Kloster Ganden Songtsenling (tibetisch དགའ་ལྡན་སུམ་རྩེན་གླིང་ Wylie dga' ldan sum rtsen gling; chinesisch 噶丹松赞林寺, Pinyin Gádān Sōngzànlín Sì) ist ein Kloster des tibetischen Buddhismus in Shangri-La, dem früheren Zhongdian, im Autonomen Bezirk Dêqên der Tibeter im Nordwesten der chinesischen Provinz Yunnan. Es ist das größte Kloster der Gelug-Schule des tibetischen Buddhismus in Yunnan.
1679 hatte der fünfte Dalai Lama Ngawang Lobsang Gyatso den chinesischen Kaiser Kangxi um die Genehmigung gebeten, hatte selbst den Ort ausgewählt, den Tempel aufbauen lassen und ihm seinen Namen gegeben. Qing-Kaiser Yongzheng gab ihm den chinesischen Namen Guihua-Kloster. Der Tempel war die Aufenthaltsstätte bekannter tibetischer buddhistischer Mönche.
Es liegt auf dem Reiseweg vieler Touristen nach Tibet. Die Grenze zur Provinz Sichuan liegt in seiner Nähe.
Das Ganden-Songtsenling-Kloster steht seit 1993 auf der Denkmalliste der Provinz Yunnan.